# Хашим Табіт
Хашим Табіт (англ. Hasheem Thabeet, нар. як Хашим Табіт Манка, 16 лютого 1987, Дар-ес-Салам, Танзанія) — танзанійський професіональний баскетболіст, центровий команди «Сіньчжу Лайонірс».

## Ігрова кар'єра
На університетському рівні грав за команду Коннектикут (2006–2009). На третьому курсі був визнаний найкращим баскетболістом року конференції Big East та був включений до другої збірної NCAA.
2009 року був обраний у першому раунді драфту НБА під загальним 2-м номером командою «Мемфіс Ґріззліс». Професійну кар'єру розпочав 2009 року виступами за тих же «Мемфіс Ґріззліс», захищав кольори команди з Мемфіса протягом наступних 2 сезонів.
Частину 2010 року виступав у складі  команди Ліги розвитку НБА «Дакота Візардс». Він став найвищим драфт-піком, який коли-небудь виступав у Лізі розвитку.
У лютому 2011 року перейшов до «Х'юстон Рокетс» в обмін на Шейна Батьє та Іша Сміта. У складі «Х'юстона» провів наступний сезон своєї кар'єри. Протягом цього часу також виступав за фарм-клуб «Рокетс» «Ріо-Гранде Воллей Вайперс» з Ліги розвитку НБА.
15 березня 2012 року разом з Джонні Флінном був обміняний до «Портленд Трейл-Блейзерс» в обмін на Маркуса Кембі.
2012 року перейшов до «Оклахома-Сіті Тандер», у складі якої провів наступні 2 сезони своєї кар'єри.
Після невдалих спроб закріпитися у складі «Філадельфія Севенті-Сіксерс» та «Детройт Пістонс» підписав контракт з «Гренд-Репідс Драйв» з Ліги розвитку НБА, за яку він відіграв один сезон.
2017 року став гравцем «Йокогама Бі-Корсерс» з Японії.

## Статистика виступів в НБА

### Регулярний сезон
| Сезон             | Команда                   | GP  | GS | MPG  | FG%   | 3P%  | FT%  | RPG | APG | SPG | BPG | PPG |
| ----------------- | ------------------------- | --- | -- | ---- | ----- | ---- | ---- | --- | --- | --- | --- | --- |
| 2009–10           | «Мемфіс Ґріззліс»         | 68  | 13 | 13.0 | .588  | .000 | .581 | 3.6 | .2  | .2  | 1.3 | 3.1 |
| 2010–11           | «Мемфіс Ґріззліс»         | 45  | 0  | 8.2  | .436  | .000 | .543 | 1.7 | .1  | .2  | .3  | 1.2 |
| 2010–11           | «Х'юстон Рокетс»          | 2   | 0  | 2.0  | .000  | .000 | .000 | .0  | .0  | .0  | .5  | .0  |
| 2011–12           | «Х'юстон Рокетс»          | 5   | 0  | 4.6  | 1.000 | .000 | .000 | 1.4 | .0  | .0  | .4  | 1.2 |
| 2011–12           | «Портленд Трейл-Блейзерс» | 15  | 3  | 7.7  | .444  | .000 | .650 | 2.3 | .0  | .1  | .5  | 1.9 |
| 2012–13           | «Оклахома-Сіті Тандер»    | 66  | 4  | 11.7 | .604  | .000 | .604 | 3.0 | .2  | .5  | .9  | 2.4 |
| 2013–14           | «Оклахома-Сіті Тандер»    | 23  | 0  | 8.3  | .565  | .000 | .200 | 1.7 | .0  | .2  | .4  | 1.2 |
| Усього за кар'єру |                           | 224 | 20 | 10.5 | .567  | .000 | .578 | 2.7 | .1  | .3  | .8  | 2.2 |

### Плей-оф
| Сезон             | Команда                | GP | GS | MPG | FG%  | 3P%  | FT%  | RPG | APG | SPG | BPG | PPG |
| ----------------- | ---------------------- | -- | -- | --- | ---- | ---- | ---- | --- | --- | --- | --- | --- |
| 2013              | «Оклахома-Сіті Тандер» | 4  | 0  | 6.5 | .500 | .000 | .000 | 1.5 | .0  | .3  | .0  | .5  |
| Усього за кар'єру |                        | 4  | 0  | 6.5 | .500 | .000 | .000 | 1.5 | .0  | .3  | .0  | .5  |